# Open 13
Open 13, właśc. Open 13 Provence – męski turniej tenisowy kategorii ATP Tour 250 zaliczany do cyklu ATP Tour. Rozgrywany na kortach twardych w hali we francuskiej Marsylii od 1993 roku.

## Mecze finałowe

### Gra pojedyncza
| Rok  | Zwycięzca             | Finalista             | Wynik            |
| 2025 | Ugo Humbert           | Hamad Međedović       | 7:6(4), 6:4      |
| 2024 | Ugo Humbert           | Grigor Dimitrow       | 6:4, 6:3         |
| 2023 | Hubert Hurkacz        | Benjamin Bonzi        | 6:3, 7:6(4)      |
| 2022 | Andriej Rublow        | Félix Auger-Aliassime | 7:5, 7:6(4)      |
| 2021 | Daniił Miedwiediew    | Pierre-Hugues Herbert | 6:4, 6:7(4), 6:4 |
| 2020 | Stefanos Tsitsipas    | Félix Auger-Aliassime | 6:3, 6:4         |
| 2019 | Stefanos Tsitsipas    | Michaił Kukuszkin     | 7:5, 7:6(5)      |
| 2018 | Karen Chaczanow       | Lucas Pouille         | 7:5, 3:6, 7:5    |
| 2017 | Jo-Wilfried Tsonga    | Lucas Pouille         | 6:4, 6:4         |
| 2016 | Nick Kyrgios          | Marin Čilić           | 6:2, 7:6(3)      |
| 2015 | Gilles Simon          | Gaël Monfils          | 6:4, 1:6, 7:6(4) |
| 2014 | Ernests Gulbis        | Jo-Wilfried Tsonga    | 7:6(5), 6:4      |
| 2013 | Jo-Wilfried Tsonga    | Tomáš Berdych         | 3:6, 7:6(6), 6:4 |
| 2012 | Juan Martín del Potro | Michaël Llodra        | 6:4, 6:4         |
| 2011 | Robin Söderling       | Marin Čilić           | 6:7(8), 6:3, 6:3 |
| 2010 | Michaël Llodra        | Julien Benneteau      | 6:3, 6:4         |
| 2009 | Jo-Wilfried Tsonga    | Michaël Llodra        | 7:5, 7:6(3)      |
| 2008 | Andy Murray           | Mario Ančić           | 6:3, 6:4         |
| 2007 | Gilles Simon          | Markos Pagdatis       | 6:4, 7:6(3)      |
| 2006 | Arnaud Clément        | Mario Ančić           | 6:4, 6:2         |
| 2005 | Joachim Johansson     | Ivan Ljubičić         | 7:5, 6:4         |
| 2004 | Dominik Hrbatý        | Robin Söderling       | 4:6, 6:4, 6:4    |
| 2003 | Roger Federer         | Jonas Björkman        | 6:2, 7:6         |
| 2002 | Thomas Enqvist        | Nicolas Escudé        | 6:7, 6:3, 6:1    |
| 2001 | Jewgienij Kafielnikow | Sébastien Grosjean    | 7:6, 6:2         |
| 2000 | Marc Rosset           | Roger Federer         | 2:6, 6:3, 7:6    |
| 1999 | Fabrice Santoro       | Arnaud Clément        | 6:3, 4:6, 6:4    |
| 1998 | Thomas Enqvist        | Jewgienij Kafielnikow | 6:4, 6:1         |
| 1997 | Thomas Enqvist        | Marcelo Ríos          | 6:4, 1:0 krecz   |
| 1996 | Guy Forget            | Cédric Pioline        | 7:5, 6:4         |
| 1995 | Boris Becker          | Daniel Vacek          | 6:7, 6:4, 7:5    |
| 1994 | Marc Rosset           | Arnaud Boetsch        | 7:6, 7:6         |
| 1993 | Marc Rosset           | Jan Siemerink         | 6:2, 7:6         |

### Gra podwójna
| Rok  | Zwycięzcy                                | Finaliści                               | Wynik              |
| 2025 | Benjamin Bonzi Pierre-Hugues Herbert     | Sander Gillé Jan Zieliński              | 6:3, 6:4           |
| 2024 | Tomáš Macháč Zhang Zhizhen               | Patrik Niklas-Salminen Emil Ruusuvuori  | 6:3, 6:4           |
| 2023 | Santiago González Édouard Roger-Vasselin | Nicolas Mahut Fabrice Martin            | 4:6, 7:6(4), 10–7  |
| 2022 | Denys Mołczanow Andriej Rublow           | Raven Klaasen Ben McLachlan             | 4:6, 7:5, 10–7     |
| 2021 | Lloyd Glasspool Harri Heliövaara         | Sander Arends David Pel                 | 7:5, 7:6(4)        |
| 2020 | Nicolas Mahut Vasek Pospisil             | Wesley Koolhof Nikola Mektić            | 6:3, 6:4           |
| 2019 | Jérémy Chardy Fabrice Martin             | Ben McLachlan Matwé Middelkoop          | 6:3, 6:7(4), 10–3  |
| 2018 | Raven Klaasen Michael Venus              | Marcus Daniell Dominic Inglot           | 6:7(2), 6:3, 10–4  |
| 2017 | Julien Benneteau Nicolas Mahut           | Robin Haase Dominic Inglot              | 6:4, 6:7(9), 10–5  |
| 2016 | Mate Pavić Michael Venus                 | Jonatan Erlich Colin Fleming            | 6:2, 6:3           |
| 2015 | Marin Draganja Henri Kontinen            | Colin Fleming Jonathan Marray           | 6:4, 3:6, 10–8     |
| 2014 | Julien Benneteau Édouard Roger-Vasselin  | Paul Hanley Jonathan Marray             | 4:6, 7:6(6), 13–11 |
| 2013 | Rohan Bopanna Colin Fleming              | Aisam-ul-Haq Qureshi Jean-Julien Rojer  | 6:4, 7:6(3)        |
| 2012 | Nicolas Mahut Édouard Roger-Vasselin     | Dustin Brown Jo-Wilfried Tsonga         | 3:6, 6:3, 10–6     |
| 2011 | Robin Haase Ken Skupski                  | Julien Benneteau Jo-Wilfried Tsonga     | 6:3, 6:7(4), 13–11 |
| 2010 | Julien Benneteau Michaël Llodra          | Julian Knowle Robert Lindstedt          | 6:4, 6:3           |
| 2009 | Arnaud Clément Michaël Llodra            | Julian Knowle Andy Ram                  | 3:6, 6:3, 10–8     |
| 2008 | Martin Damm Pavel Vízner                 | Yves Allegro Jeff Coetzee               | 7:6(0), 7:5        |
| 2007 | Michaël Llodra Arnaud Clément            | Mark Knowles Daniel Nestor              | 7:5, 4:6, 10–8     |
| 2006 | Martin Damm Radek Štěpánek               | Mark Knowles Daniel Nestor              | 6:2, 6:7(4), 10–3  |
| 2005 | Martin Damm Radek Štěpánek               | Mark Knowles Daniel Nestor              | 7:6(4), 7:6(5)     |
| 2004 | Mark Knowles Daniel Nestor               | Martin Damm Cyril Suk                   | 7:5, 6:3           |
| 2003 | Fabrice Santoro Sébastien Grosjean       | Tomáš Cibulec Pavel Vízner              | 6:1, 6:4           |
| 2002 | Arnaud Clément Nicolas Escudé            | Maks Mirny Julien Boutter               | 6:4, 6:3           |
| 2001 | Julien Boutter Fabrice Santoro           | Michael Hill Jeff Tarango               | 7:6(7), 7:5        |
| 2000 | Simon Aspelin Johan Landsberg            | Juan Ignacio Carrasco Jairo Velasco Jr. | 7:6(2), 6:4        |
| 1999 | Maks Mirny Andriej Olchowski             | Pavel Vízner David Adams                | 7:5, 7:6(7)        |
| 1998 | Donald Johnson Francisco Montana         | Mark Keil T.J. Middleton                | 6:4, 3:6, 6:3      |
| 1997 | Thomas Enqvist Magnus Larsson            | Fabrice Santoro Olivier Delaître        | 6:3, 6:4           |
| 1996 | Jean-Philippe Fleurian Guillaume Raoux   | Marius Barnard Peter Nyborg             | 6:3, 6;2           |
| 1995 | David Adams Andriej Olchowski            | Rodolphe Gilbert Jean-Philippe Fleurian | 6:1, 6:4           |
| 1994 | Jan Siemerink Daniel Vacek               | Jewgienij Kafielnikow Martin Damm       | 6:7, 6:4, 6:1      |
| 1993 | Arnaud Boetsch Olivier Delaître          | Ivan Lendl Christo Van Rensburg         | 6:3, 7:6           |